# Danny van Poppel
Danny van Poppel   (Utrecht, 26 de juliol de 1993) és un ciclista neerlandès, membre d'una il·lustre família de ciclistes: el seu pare és Jean-Paul van Poppel i el germà petit Boy van Poppel. Professional des del 2012, actualment corre a l'equip Bora-Hansgrohe.
El juliol de 2013 va disputar el seu primer Tour de França. Sense haver fet encara els 20 anys es convertia en el ciclista més jove en prendre-hi part des de 1947. Destacà en la primera etapa, en què finalitzà tercer, abans d'abandonar la cursa a la fi de les dues primeres setmanes.
El 2014 destaquen les victòries en una etapa dels Tres dies de Flandes Occidental i la Volta a Luxemburg.
El 2015, a banda de repetir victòria d'etapa als Tres dies de Flandes Occidental, n'aconsegueix dues al Tour de Valònia i sobretot, guanya l'etapa de la Volta a Espanya amb final a Lleida.

## Palmarès
- 2010
  - 1r als Tres dies d'Axel i vencedor d'una etapa
- 2011
  - Vencedor d'una etapa als Tres dies d'Axel
- 2012
  - Vencedor de 2 etapes a la Volta a Turíngia
  - Vencedor d'una etapa a la Volta a Lleó
- 2014
  - Vencedor d'una etapa als Tres dies de Flandes Occidental
  - Vencedor d'una etapa a la Volta a Luxemburg
- 2015
  - Vencedor d'una etapa a la Volta a Espanya
  - Vencedor d'una etapa als Tres dies de Flandes Occidental
  - Vencedor de 2 etapes al Tour de Valònia
- 2016
  - Vencedor d'una etapa als Tour de Yorkshire
  - Vencedor de 2 etapes a la Volta a Burgos
  - Vencedor d'una etapa a l'Arctic Race of Norway
- 2017
  - Vencedor d'una etapa al Herald Sun Tour
  - Vencedor d'una etapa a la Volta a Polònia
- 2018
  - 1r a la Halle-Ingooigem
  - 1r a la Binche-Chimay-Binche
  - Vencedor d'una etapa a la Volta a la Comunitat Valenciana
- 2020
  - 1r a la Gooikse Pijl
- 2021
  - 1r a l'Egmont Cycling Race
  - 1r a la Binche-Chimay-Binche
- 2023
  - 1r a la Volta a Colònia
  - Vencedor d'una etapa a la Volta a la Gran Bretanya
- 2025
  -  Campió dels Països Baixos de ciclisme en ruta
  - Vencedor de dues etapes a la Volta a Hongria

### Resultats al Tour de França
- 2013. No surt (16a etapa)
- 2014. Abandona (7a etapa)
- 2021. 120è de la classificació general
- 2022. 109è de la classificació general
- 2023. 116è de la classificació general
- 2024. 120è de la classificació general
- 2025. No surt a la 17a etapa

### Resultats a la Volta a Espanya
- 2015. 141è de la classificació general. Vencedor d'una etapa
- 2018. 132è de la classificació general
- 2022. 121è de la classificació general

### Resultats al Giro d'Itàlia
- 2018. 121è de la classificació general
- 2024. No surt a la 16a etapa